# Heinz Magenheimer
Heinz Horst Magenheimer (* 21. Januar 1943 in Wien) ist ein österreichischer Militärhistoriker. Er gilt in der historischen Forschung als Hauptvertreter der Präventivkriegsthese, die wissenschaftlich widerlegt worden ist.

## Ausbildung und Tätigkeiten
Magenheimer trat nach der Matura 1961 am Bundesrealgymnasium Wien V als Offizieranwärter in das Bundesheer ein. Von 1962 bis 1965 durchlief er eine Offizierausbildung an der Theresianischen Militärakademie in Wien, die ohne Abschluss blieb. Von 1965 bis 1969 studierte er Geschichte an der Universität Wien. 1969 wurde er mit seiner Dissertation Der deutsche Angriff auf Sowjetrussland 1941. Das operative Problem in Planung und Ablauf des Feldzuges am Institut für Zeitgeschichte der Universität Wien zum Dr. phil. promoviert. Sein Betreuer war Ludwig Jedlicka, Zweitgutachter war Heinrich Appelt.
Im Oktober 1972 wurde er Referent des Instituts für Strategische Grundlagenforschung an der Landesverteidigungsakademie in Wien. Bis 2000 wurde er dort Hofrat und stellvertretender Abteilungsleiter der Forschungsabteilung. Seit 1982 war er zudem Lehrbeauftragter für Sicherheitspolitik an der Universität Salzburg. 1991 habilitierte er sich dort mit der Arbeit Eurostrategie, Rüstungskontrolle und das Kräfteverhältnis in Europa. Seit 1991 ist er Universitätsdozent mit den Themen Sicherheitspolitik, Internationale Politik, Zeitgeschichte und Militärgeschichte am Fachbereich Politikwissenschaft und Soziologie.
Magenheimer veröffentlicht Artikel in verschiedenen Periodika zur Zeitgeschichte, darunter spätestens seit 1975 für die Österreichische Militärische Zeitschrift (ÖMZ). Diese führte ihn ab 1985 als Redaktionsmitglied. Er war auch Autor der Zeitschriftenreihe Deutsche Geschichte – Europa und die Welt der rechtsextremen Verlagsgesellschaft Berg.

## Präventivschlagsthese
Magenheimer vertritt seit 1990 kontinuierlich die These eines Angriffplans der Sowjetunion unter Josef Stalin auf das Deutsche Reich. Der sowjetische Angriff habe im Juni 1941 unmittelbar bevorgestanden; das NS-Regime sei ihm mit seinem „Unternehmen Barbarossa“ nur knapp zuvorgekommen. Er näherte sich dieser These schon 1969 in seiner Dissertation an. In der deutschsprachigen historischen Forschung wird Magenheimer deshalb seit den 1990er Jahren als Hauptvertreter der wissenschaftlich widerlegten Präventivschlagsthese eingeordnet. Er wird dabei anderen Vertretern dieser These an die Seite gestellt, die sich in ihren Werken oft gegenseitig zitierten: darunter Rechtsextremisten wie Walter Post und Wolfgang Strauß und Rechtskonservative wie Joachim Hoffmann, Werner Maser, Ernst Nolte, Franz W. Seidler, Ernst Topitsch.
Magenheimer berief sich seit 1991 auf ein Konzeptpapier zum „strategischen Aufmarsch der sowjetischen Streitkräfte“ vom 15. Mai 1941, das 1990 in Russland bekannt wurde. Er veröffentlichte das Dokument in der ÖMZ zusammen mit einem Aufsatz des russischen Militärhistorikers Waleri Danilow dazu. Danilow wies Bleistiftkorrekturen auf dem Papier dem stellvertretenden Generalstabschef der Roten Armee zu und begründete damit, dass General Georgi Konstantinowitsch Schukow das Papier autorisiert habe. Magenheimer stimmte Danilows These 1994 zu, der in dem Dokument skizzierte Aufmarschplan sei Stalin vorgelegt, von ihm gebilligt und noch vor Beginn des deutschen Überfalls ansatzweise verwirklicht worden. 1995 berief er sich erneut zustimmend auf Danilows Thesen zu dem Dokument. 1997 zitierte er einen ehemaligen sowjetischen General, der das Dokument als Grundlage einer Angriffsstrategie deutete, die tatsächlich geplant gewesen sei. Er vertrat die Präventivkriegsthese 1999 und öfter auch in Artikeln für die rechtsextreme Deutsche Militärzeitschrift (DMZ).
Die als Geschichtsrevisionisten geltenden Historiker Walter Post, Werner Maser (2004) und Stefan Scheil (2011) sowie Autoren aus rechtsextremem Umfeld wie Andreas Naumann (2005), Rolf-Josef Eibicht und Hans Meiser haben Magenheimers Präventivschlagsthese, seine Berufung auf Danilow sowie seine Versuche, die deutsche Verantwortung für den Beginn des Zweiten Weltkriegs zu relativieren, zustimmend rezipiert. In der NS-Forschung anerkannte Historiker wie Roland G. Foerster, Rolf-Dieter Müller, Hans-Erich Volkmann (Militärgeschichtliches Forschungsamt) und andere bestreiten dagegen seit 1993 sowohl Stalins Zustimmung zu dem Aufmarschentwurf vom 15. Mai 1941 wie auch dessen Umsetzung. Gerd R. Ueberschär stellte 1998 gegenüber Magenheimer fest, die nunmehr in Moskau zugänglichen Archivmaterialien böten „keinen überzeugenden Beweis für eine Angriffsabsicht Stalins im Sommer 1941“. Auch die russische Geschichtsforschung weist die „Präventivkriegsthese“ seit 1998 zurück.
Da Magenheimer Referent eines Instituts des österreichischen Verteidigungsministeriums war, richtete die Abgeordnete Brigitte Ederer (SPÖ) 1996 eine parlamentarische Anfrage an den Verteidigungsminister, ob geschichtsrevisionistische Ansichten im Bundesheer geduldet würden. In einem Aufsatz dazu bestätigten Brigitte Bailer-Galanda, Wolfgang Neugebauer und Walter Manoschek vom Dokumentationsarchiv des österreichischen Widerstandes (DÖW) die Einschätzung, Magenheimer sei Revisionist.
1997 berief sich Magenheimer auf eine angebliche Rede Stalins vom 19. August 1939, die nur aus einer Presseerklärung bekannt war. 2000 bezeichnete er diese als „Schlüsseldokument“ für eine Kriegsabsicht Stalins gegen Deutschland. Er behauptete, russische Historiker hielten das Dokument für echt. Der russische Historiker Sergej Slutsch wies jedoch 2004 nach, dass es sich dabei um eine Fälschung handelte. Er bestätigte damit die Einschätzung westlicher Historiker wie Eberhard Jäckel und Bernd Bonwetsch.

## Sonstige Thesen zum Zweiten Weltkrieg
Neben der Präventivschlagsthese vertrat Magenheimer die These, der Hitler-Stalin-Pakt von 1939 habe der deutschen Seite hauptsächlich Nachteile, Stalin dagegen nur Vorteile gebracht. Diese Ansicht stufte Alexander Pollack als revisionistisch ein.
1995 vertrat Magenheimer in Kriegswenden in Europa 1939–1945: Die deutsche Politik (des NS-Regimes) habe bis Sommer 1940 durchaus „ein geeignetes ,Rezept‘ für die politische und wirtschaftliche Neugestaltung Europas im Sinne einer allseits befriedigenden Völkerverständigung entwickelt“. Der „Feuerschlag“ am 22. Juni 1941 (der Überfall auf die Sowjetunion) habe das „Tor ins Ungewisse aufgestoßen“. Die Wehrmacht hätte die Schlacht um Moskau (2. Oktober 1941 – 15. Januar 1942) siegreich beenden können, wenn sie nur zehn Tage eher angegriffen hätte. Ein Rezensent der FAZ kritisierte, dass Magenheimer dauerhaftere deutsche Siege offenbar begrüßt hätte, weil er NS-Deutschland trotz dessen Angriffskriegen vor 1941,  des Überfalls auf Polen 1939 und des Westfeldzugs 1940, noch als Ordnungsmacht in Europa betrachtet habe. Zudem verwende er ein einem Militärhistoriker unangemessenes „Landserdeutsch“.
Magenheimer trat in Österreich öffentlich als Gegner beider Fassungen der Wehrmachtsausstellung und deren historischen Thesen hervor. Er wird dafür mitverantwortlich gemacht, dass die österreichische Militärgeschichte sich nach 1945 kaum kritisch mit der Wehrmacht und deren Beteiligung am Holocaust auseinandergesetzt habe.
2005 vertrat er die These einer „heroischen und legitimen Abwehrschlacht“ der Wehrmacht gegen die Rote Armee in der Schlussphase des Zweiten Weltkriegs, die vielen Flüchtlingen aus Ostpreußen 1944/45 das Leben gerettet habe. Historiker der Zeitgeschichte heben dagegen hervor, dass die damalige NS-Propaganda mit ihren Durchhalteparolen viele Deutsche von der Flucht abhielt. Da Magenheimer solche nicht anerkannten historischen Thesen wiederholt in der Zeitschrift Junge Freiheit vertrat, wird er als Vertreter der Neuen Rechten eingestuft. Zudem verfasste er einen Beitrag in einer Festschrift für den britischen Holocaustleugner David Irving, die bei rechtsextremen Autoren rezipiert wird. Ein Artikel Magenheimers von 1982 zum Luftkrieg der Alliierten wurde in der NS-Forschung rezipiert.

## Positionen zu Ereignissen nach 1945
Magenheimer beurteilte den Irakkrieg der USA 2003 als Angriffskrieg, der fälschlich als Präventivkrieg ausgegeben worden sei und die in der UN-Charta verankerten Normen des Kriegsvölkerrechts gebrochen habe. Er hielt Präventivkriege nicht grundsätzlich für unzulässig, in diesem Fall jedoch für militärisch ungeeignet gegenüber der Bedrohung durch weiterverbreitete Massenvernichtungswaffen und durch den internationalen Terrorismus.

## Schriften (Auswahl)
- Der deutsche Angriff auf Sowjetrussland 1941. Das operative Problem in Planung und Ablauf des Feldzuges. Dissertation, Universität Wien, 1969.
- Die Entwicklung des Wehrwesens im Bereich der Pakte sowie der Neutralen und Blockfreien Europas. Institut für Militärstrategische Grundlagenforschung an der Landesverteidigungsakademie, Wien 1976.
- Abwehrschlacht an der Weichsel 1945. Vorbereitung, Ablauf, Erfahrungen (= Einzelschriften zur militärischen Geschichte des Zweiten Weltkrieges, Band 20). Rombach Verlag, Freiburg im Breisgau 1976, ISBN 3-7930-0179-2.
- Wehrwesen in Europa (1977). Institut für Strategische Grundlagenforschung an der Landesverteidigungsakademie, Wien 1977.
- Taktische und eurostrategische Kernwaffen. Zum Stand der „Nachrüstung“ in Europa.  Institut für Strategische Grundlagenforschung an der Landesverteidigungsakademie, Wien 1986.
- Die Verteidigung Westeuropas. Doktrin, Kräftestand, Einsatzplan. Eine Bestandsaufnahme aus Sicht der NATO (= Reihe Bernard & Graefe aktuell, Band 42). Bernard & Graefe Verlag, Koblenz 1986, ISBN 3-7637-5345-1.
- Anmerkungen zum Kräftestand in Europa-Mitte. Institut für Strategische Grundlagenforschung an der Landesverteidigungsakademie, Wien 1987.
- Vom „Doppelbeschluss“ der NATO bis zum INF-Vertrag vom 8. 12. 1987. „Eurostrategische“ Problematik und Verhandlungsschritte. Institut für Strategische Grundlagenforschung an der Landesverteidigungsakademie, Wien 1988.
- Doktrin und Einsatzkonzept des Warschauer Paktes in Europa-Mitte. Institut für Strategische Grundlagenforschung an der Landesverteidigungsakademie, Wien 1989.
- Eurostrategie und Rüstungskontrolle. Zwischen Kernwaffenmodernisierung und Denuklearisierung 1983–1990 (= Nomos-Universitätsschriften, Politik, Band 29). Nomos Verlag, Baden-Baden 1992, ISBN 3-7890-2591-7. (zugl. Habilitation, Universität Salzburg, 1990: Eurostrategie, Rüstungskontrolle und das Kräfteverhältnis in Europa)
- Politik, Strategie und die Osterweiterung der NATO (= Schriftenreihe der Landesverteidigungsakademie, 1997/2). Landesverteidigungsakademie, Wien 1997, ISBN 3-901328-22-X.
- Zur Frage der allgemeinen Wehrpflicht. Standortbestimmung, Alternativen, Konsequenzen (= Schriftenreihe der Landesverteidigungsakademie, 1999/3). Landesverteidigungsakademie, Wien 1999, ISBN 3-901328-38-6.
- Entscheidungskampf 1941. Sowjetische Kriegsvorbereitungen, Aufmarsch, Zusammenstoß. Osning Verlag, Bielefeld 2000, ISBN 3-9806268-1-4.
- Comprehensive security. Zum erweiterten Verständnis von Sicherheit (= Schriftenreihe der Landesverteidigungsakademie, 2001/2). Landesverteidigungsakademie, Wien 2001, ISBN 3-901328-55-6.
- Die Militärstrategie Deutschlands 1940–1945. 3., erweiterte und überarbeitete Auflage. Herbig Verlag, München 2002, ISBN 3-7766-2309-8. (en: Hitler’s war. Germany’s key strategic decisions 1940–1945. Cassell & Co, London 1999, ISBN 0-304-35339-6)
- Sicherheitspolitik in Theorie und Praxis (= Schriftenreihe der Landesverteidigungsakademie, 2003/4). Institut für Strategie und Sicherheitspolitik, Wien 2003, ISBN 3-901328-85-8.
- Kriegsziele und Strategien der großen Mächte 1939–1945. Osning Verlag, Bielefeld 2006, ISBN 3-9806268-4-9.